# Arka Gdynia (rugby)

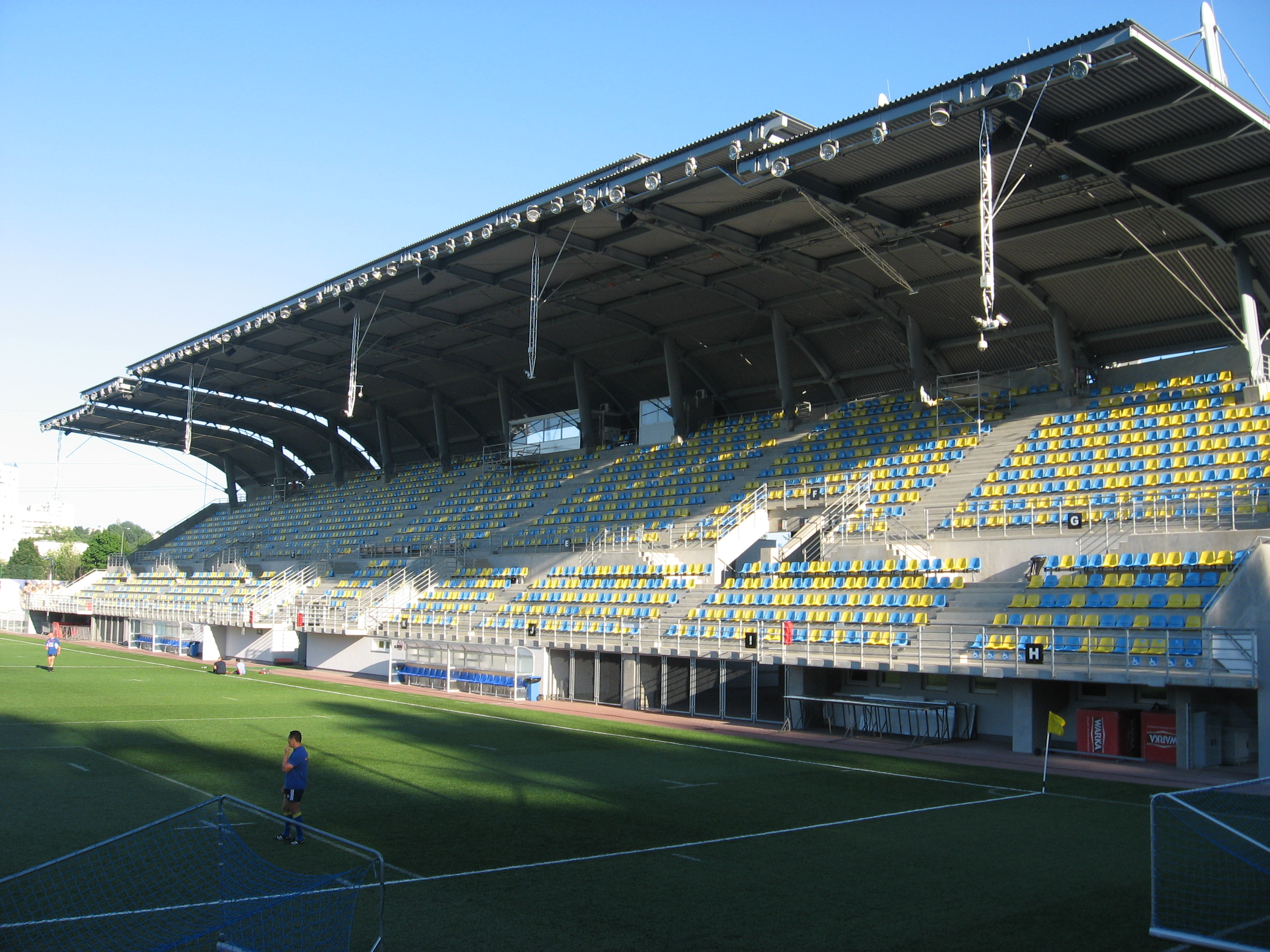
Narodowy Stadion Rugby w Gdyni

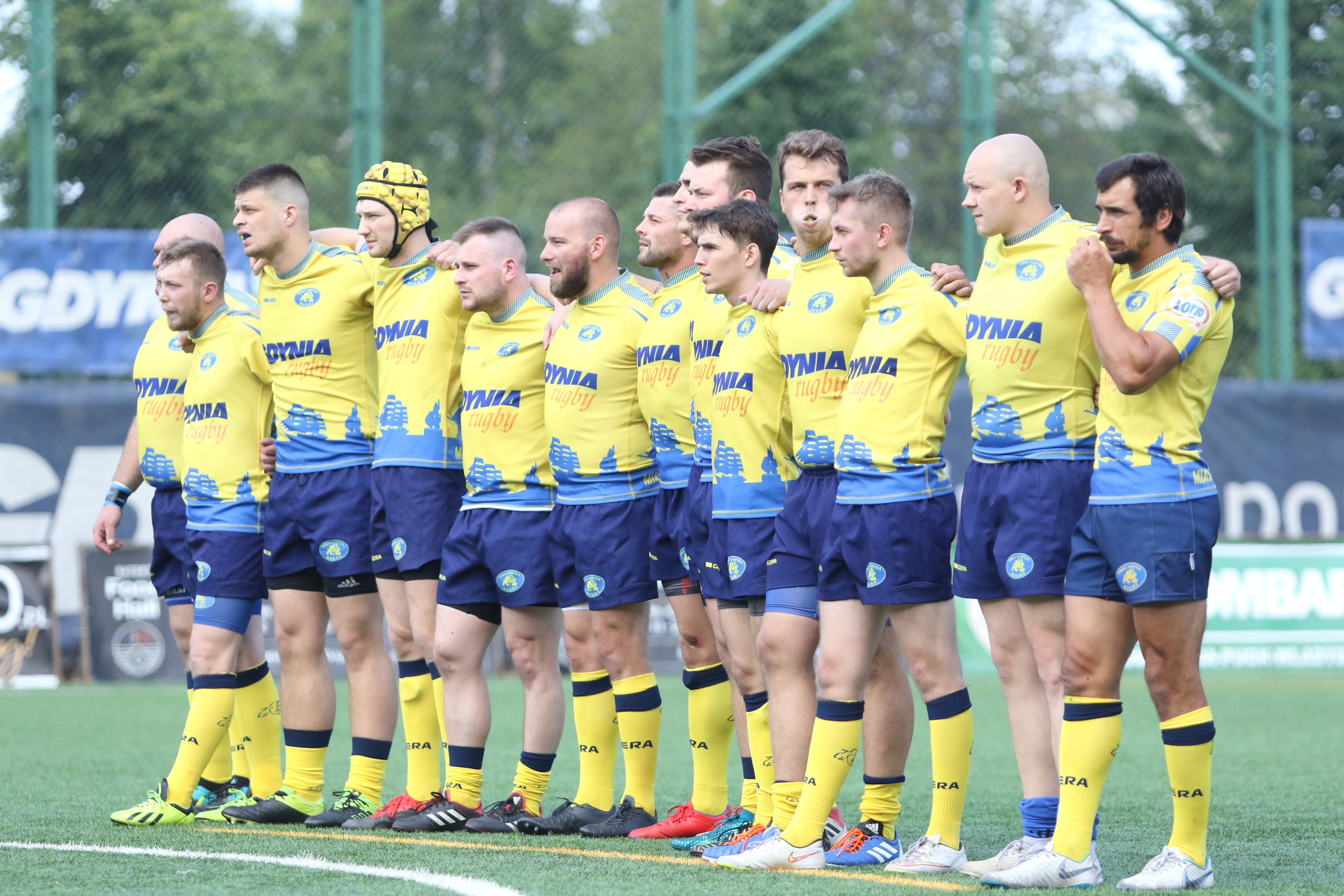
Arka Gdynia w strojach domowych

Rugby Club Arka Gdynia – polski klub rugby z siedzibą w Gdyni. Czterokrotny mistrz Polski.

## Historia
Pierwszą gdyńską drużyną rugby był Bałtyk, który w 1972 przejął sekcje od Spójni Gdańsk. Drużyna Bałtyku w sezonie 1972/73 grała w I lidze, jednak po spadku przez kolejne lata nie zdołała ponownie awansować. Przez to, oraz przez sytuację polityczną w 1980, sekcja została rozwiązana, a zawodnicy przeszli do Lechii Gdańsk. Sukcesami drużyny „stoczniowców” były trzy medale mistrzostw Polski juniorów. Rugby powróciło do Gdyni w drugiej połowie lat 90. Szalikowcy sekcji piłkarskiej Arki postanowili założyć drużynę rugby. Występ (Arka Gdynia Hooligans) i zwycięstwo w turnieju „siódemek” im. Edwarda Hodury w Sopocie w 1996 uważane są za datę powstania sekcji rugby. Arka występy w rozgrywkach ligowych rozpoczęła w 1997. W sezonie 1999/2000 „Arkowcy” zdobyli swój pierwszy medal, a cztery lata później zostali po raz pierwszy najlepszą drużyną w kraju.

## Sukcesy

### Seniorzy
- Mistrzostwa Polski:
  -  Mistrzostwo: 2004, 2005, 2011, 2015
  -  Wicemistrzostwo: 2000, 2002, 2007, 2009, 2013
  -  Trzecie miejsce: 2001, 2008, 2010, 2012, 2014
- Puchar Polski:
  - : 2010

### Klubowy Puchar Europy Regionów 2005
Arka Gdynia zwyciężyła w pierwszej edycji Pucharu Europy FIRA-AER. W eliminacjach wyeliminowała Litewski Vairas Siauliai 39-5. Finałowy turniej potoczył się szczęśliwie dla „Buldogów”. Ostateczna kolejność w tabeli:
- 1. Arka Gdynia 4 pkt + 7;
- 2. SC Neuenheim 4 pkt +4;
- 3. RC Nada Split 4 pkt – 11